# Mellanösjösjön
Mellanösjösjön är en sjö i Härjedalens kommun i Härjedalen och ingår i Ljusnans huvudavrinningsområde.